# Mohawk Vista (Kalifornija)
Mohawk Vista je naseljeno područje za statističke svrhe u američkoj saveznoj državi Kalifornija. Prema popisu stanovništva iz 2010. u njemu je živjelo 159 stanovnika.